# 蓝鹊窄体吸虫
蓝鹊窄体吸虫（学名：Lyperosomum urocissae）为双腔科窄体属的动物。分布于台湾岛以及中国大陆的云南、海南等地，营寄生生活，终末宿主蓝鹊以及寄生于小肠。